# 英國鐵路運輸
英國的鐵路運輸系統是世界歷史上最悠久的。第一条由蒸汽机车牵引的公共铁路于1825年开通，随后进入一个快速发展的时代。現在英國共有約16,536公里長的標準軌鐵路路線，其中約4,928公里實現電氣化。英國的鐵路本來由眾多小規模民營地方鐵路公司組成。在19世紀至20世紀初期，通過各企業之間的收購，整合為幾個大規模企業。1921年鐵路法通過之後，英國的鐵路服務整合為四大鐵路公司。1920年代開始，由於公路交通開始發展，鐵路業界規模開始縮小。二戰之後，政府開始介入鐵路業界。1948年，四大鐵路公司被國有化，成為英國鐵路。1994年之後，英國鐵路重新民營化，並在1997完成。目前英國鐵路業界基本上是以上下分離方式經營（即土建設施與運輸服務分開經營），但多數又共同使用英國全國鐵路的品牌。现如今几乎所有英国的铁路均由欧洲大陆的国营铁路收购并运营，包括德国铁路、法国国铁和荷蘭鐵路。

## 國際鐵路
- 大不列顛（標準軌）
  -  法國（歐洲之星），途經英法海底隧道
過去使用火車渡輪
  -  比利時（歐洲之星）途經法國和英法海底隧道。

### 鐵路-渡輪-鐵路服務
- -  荷蘭 - 荷蘭飛行號（日语：Dutchflyer）  鐵/海/鐵服務
  -  愛爾蘭 - Sail Rail服務[3]

## 外部連結
- National Rail （页面存档备份，存于）
- National Rail maps page （页面存档备份，存于）
- BritRail （页面存档备份，存于）